# Toufflers
Toufflers (flämisch: Toflaar) ist eine französische Gemeinde mit 3964 Einwohnern (Stand: 1. Januar 2022) im Département Nord in der Region Hauts-de-France. Sie gehört zum Arrondissement Lille und zum Kanton Villeneuve-d’Ascq. Die Einwohner heißen Toufflersois.

## Geographie
Die Gemeinde Toufflers liegt am Nordostrand des städtischen Verdichtungsraums Lille-Roubaix-Tourcoing an der Grenze zu Belgien, sechs Kilometer südwestlich der Innenstadt von Roubaix. Umgeben wird Toufflers von den Gemeinden Leers im Norden, Estaimpuis und Tournai (beide in Belgien) im Osten, Sailly-lez-Lannoy im Süden, Hem im Südwesten sowie Lys-lez-Lannoy im Westen und Nordwesten.

## Bevölkerungsentwicklung
| Jahr                       | 1962 | 1968 | 1975 | 1982 | 1990 | 1999 | 2010 | 2021 |
| Einwohner                  | 2577 | 2519 | 2501 | 3489 | 3590 | 3864 | 3989 | 3910 |
| Quellen: Cassini und INSEE |      |      |      |      |      |      |      |      |

## Sehenswürdigkeiten
- Kirche Saint-Denis aus dem Jahr 1863 mit Glockenturm aus dem 14. Jahrhundert, Monument historique
- Kapelle Saint-Éloi aus dem Jahr 1850
- Schloss Wasmes, im 12. Jahrhundert als Motte errichtet, seit 1980 Monument historique
- Herberge am Platz der Republik
- Denkmal der Königin Astrid von Belgien

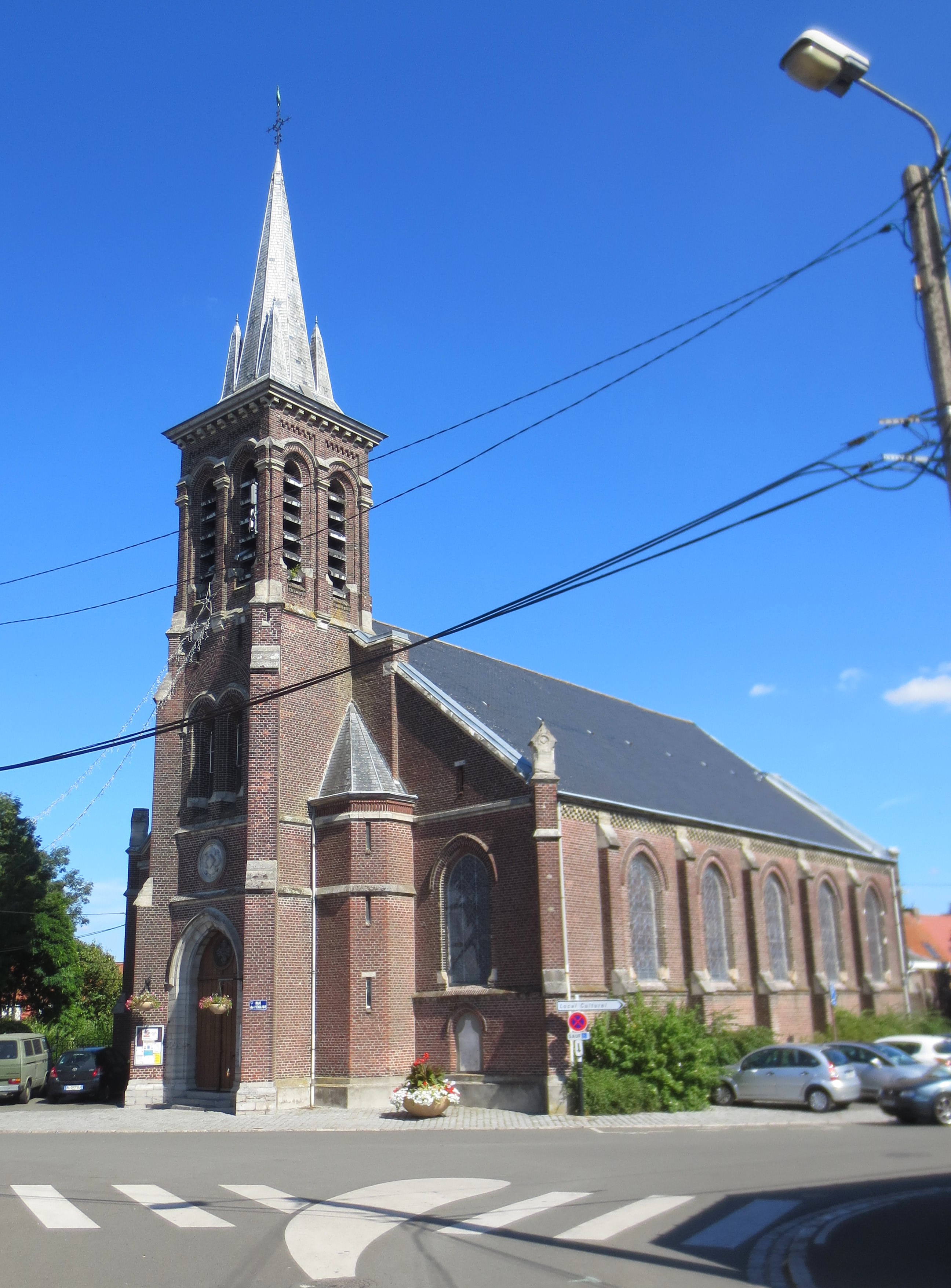
Kirche Saint-Denis

- Wasserturm